# LNER W1形蒸気機関車

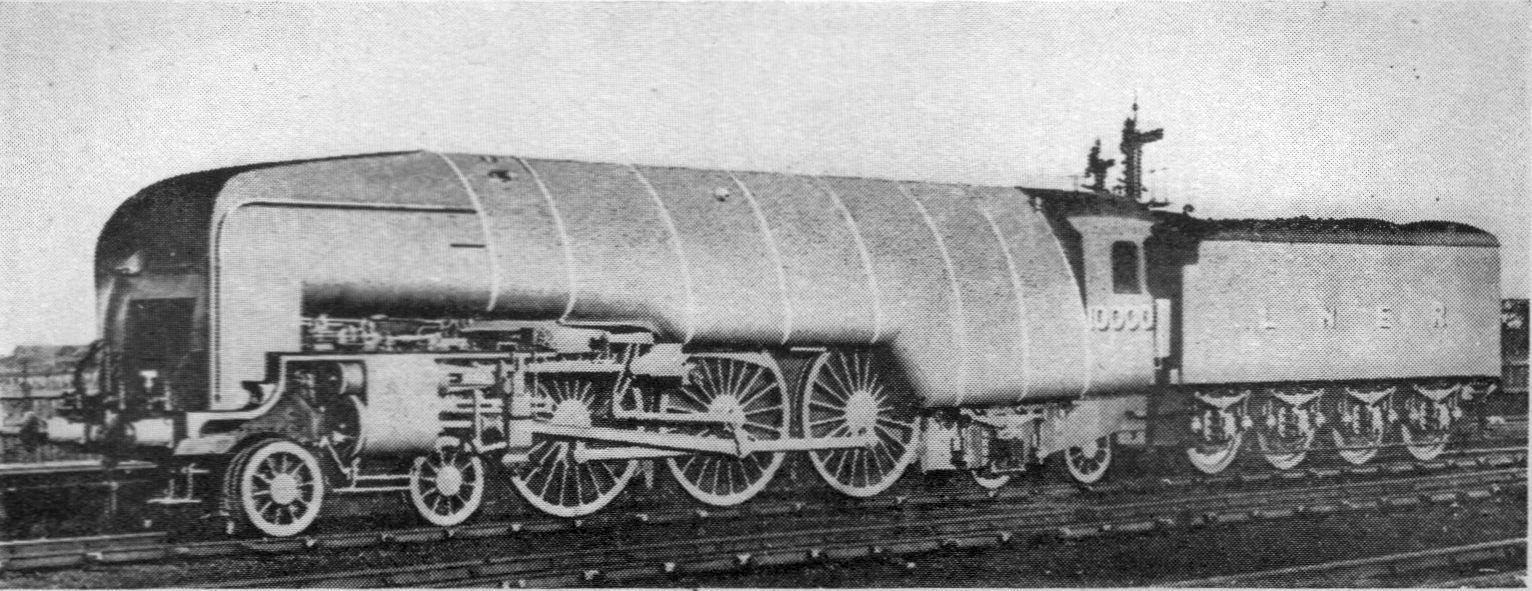

LNER W1形蒸気機関車（LNER W1がたじょうききかんしゃ）は、イギリス・ロンドン・アンド・ノース・イースタン鉄道 (LNER) が1両のみ試作した、水管式高圧ボイラー搭載の蒸気機関車である。

## 概要
LNERの技師長であったナイジェル・グレズリーは船舶分野での高圧蒸気の利用とその効果について注目し、1924年に船舶分野でヤーロー缶として有名であったハロルド・ヤーローへ鉄道車両用ボイラーの設計を依頼した。ボイラーは1928年初頭に発注され、翌1929年に機関車として落成した。

## 構造
グレスリーの設計した通常の4-6-2の蒸気機関車を基本としているが、ボイラーが大型になった事から、動輪配置は4-6-4となった。このため、W1形はイギリスで唯一のハドソン機となった。しかし、実際には従輪の2軸は一つの台車に固定されておらず、独立して動く構造になっている事から、4-6-2-2と表現するのが正しい。
ボイラーの圧力が高圧である事から、エンジン部分は二段膨張のコンパウンドとなっており、ボイラーから出た高圧の蒸気はフレームの間にある二つの高圧シリンダー（直径:304.8 mm）に入った後、フレームの外側にある低圧シリンダーへ送られる（直径:508 mm)。これらのシリンダーは外側の二組のワルシャート式弁装置から動きを取り出す事で、高圧と低圧のそれぞれで独立したカットオフを設定できるようになっていた。

### ボイラー

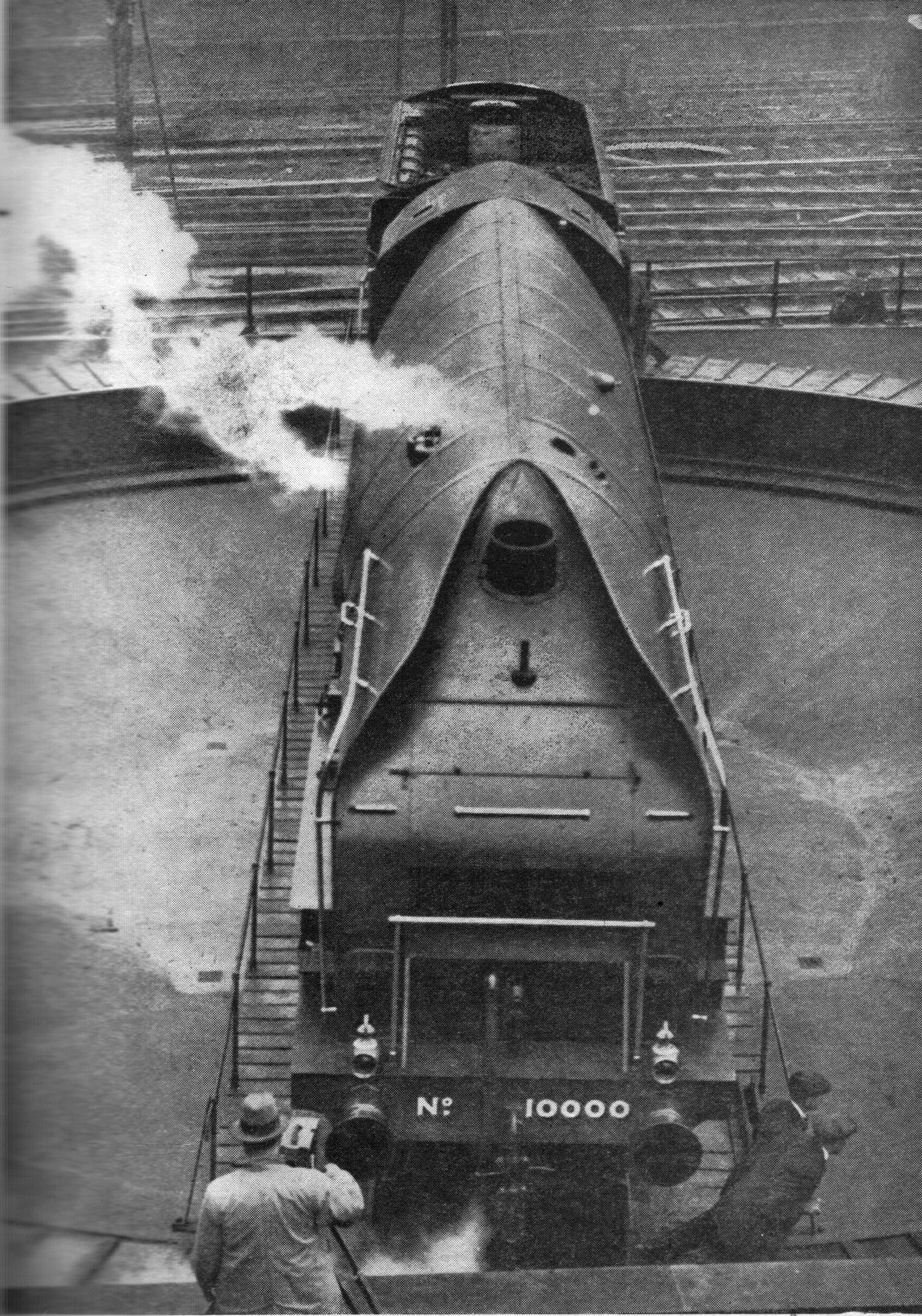

ボイラーは一般的な艦艇用ヤーロー缶を2つ直列に繋ぎ合わせた様な構造となっており、2列の水ドラムの上に蒸気ドラムが配置され、その間を多数の水管が繋ぐ三角形の断面をした構造となっていた。その形状から「走るソーセージ(Galloping sausage)」というあだ名も付けられた。
連結されたヤーロー式ボイラーは、それぞれで横幅が異なる。一般的な蒸気機関車で言うところの火室部分に当たる後半分はフレームの幅まで拡げられ、水ドラムは左右の車両限界一杯に配置された。ボイラー部分に当たる前半分は幅が狭くなっており、水ドラムはフレームの内側に置かれていた。過熱管は通常の水管の間におさめられた。
本形式はボイラーが非常に大きく、使用圧力は30.6気圧（450 PSI)と、同時期にグレスリーが設計したA1形の12気圧(180 PSI)の倍以上の圧力であった。
主要な鍛造部品はシェフィールドのジョン・ブラウン社で製造され、ヤーロー社によって組み立てられた。

## 運用
1929年に1両が落成し、車番は10000が割り振られた。
1930年よりロンドン - エディンバラ間の直行便で試験を開始したが、その過程で本形式の水管式ボイラーでは蒸気の発生に難がある事が判明し、様々な改造が試行されたものの改善されることはなく、1936年に高圧蒸気機関車のプロジェクトは中止された。
用途を喪失した本形式は同年、外観・機関共にA4形に類似した形態へと改造された。従来の水管式ボイラーを撤去した上で、新たにA4形のものを改良した煙管式ボイラーを搭載し、多少の牽引力向上をもたらした。外装も同形式に類似した流線形のカバーを装着したが、改造前に2軸あった従輪が存置されたため、A4形と比べて運転室部分が前後に長くなっていた。
1948年1月1日のイギリス国鉄発足時には60700へ改番された。1951年には愛称が存在しない本形式に対して「ペガサス(pegasus)」という愛称を付ける事も検討されたが、実現しなかった。
その後は本線で特急列車の牽引に充当された。1955年9月1日にはピーターバラ駅付近で台車の破損による脱線事故を起こしたが、修理され復帰している。
1958年6月1日付で廃車となり解体処分された。なお、1948年まで本形式に連結されていた炭水車5484号車は現存し、現在はA4形4488号機「ユニオン・オブ・サウス・アフリカ」が使用している。